# Será que la canción llegó hasta el sol
«Será que la canción llegó hasta el sol» es una canción compuesta por el músico argentino Luis Alberto Spinetta que se encuentra en el octavo track de su quinto álbum solista, Mondo di cromo de 1983. El tema está interpretado por Spinetta en guitarra y voces y Leo Sujatovich en sintetizador Prophet 5. Se considera uno de los temas clásicos del repertorio spineteano.

## El tema
Es la canción que Spinetta eligió para difundir el álbum. La canta solo con la guitarra cuando Badía lo entrevistó en mayo de 1983, y para abrir el recital del 3 de diciembre de ese mismo año, en el Teatro Coliseo, cuando presentó simultáneamente los álbumes Mondo di cromo y Bajo Belgrano.
En el libro Martropía: conversaciones con Spinetta, de Juan Carlos Diez, el Flaco cuenta que "Será que la canción llegó hasta el sol", surgió como una canción de cuna, compuesta de un solo impulso mientras estaban grabando el álbum:

Les quise cantar una canción de cuna a mis hijos y a los de Dylan Martí, que estaban durmiendo todos juntos en una misma pieza. La letra la hice toda de una sola vez y así quedó. La corregí para que encajara mejor, le saqué una palabrita y le puse otra.
Luis Alberto Spinetta

El dramaturgo Alejandro Turner y el periodista Juan Francisco Gentile eligieron esta canción para titular sus emotivas notas publicadas cuando Spinetta murió, el 8 de febrero de 2012 y en el primer aniversario, respectivamente. Turner aludió a esa metáfora en la siguiente frase: 

En este mar de mediocres de tres tonitos y rimas consonantes, frente al ejército de ejecutantes de hits que venden amores como podrían vender laxantes o créditos hipotecarios, Spinetta siempre asomó la cabeza para disparar su frase inspirada, su decir poético, para lanzar al cielo una melodía de esas que se abren como flores en las orejas.
"Será que la canción llegó hasta el sol", Alejandro Turner

## La letra
La condición de canción de cuna, se nota en una letra cantada en segunda persona, que transmite una certeza de paz, una caricia amorosa ("no hay momento que se pueda comparar al amor"), porque "la canción llegó hasta el sol":

La tristeza se va
como una luz,
todo es armonía a mi alrededor
y eso está bien.

La noche llega ("se oirá dentro de tu piel") y "el viento dice adiós", porque "la canción llegó hasta el sol".

## La música
Musicalmente es una balada de gran simpleza acústica, ejecutada solamente con el canto susurrado de Spinetta acompañándose con su propia guitarra. El punteo de guitarra acústica promediando el tema, también lo hace Spinetta. Solo al final del tema aparece Sujatovich para realizar el cierre con su sintetizador Prophet 5.